# Tralee Bay
Die Tralee Bay oder Tralee-Bucht (irisch: Bá Thrá Lí, ältere Bezeichnung Loch Foirdhreamhain) ist eine Bucht des Atlantiks an der Südwestküste Irlands. Die Küsten und Inseln der Bucht liegen im County Kerry. Im Südosten der Bucht erstreckt sich die Stadt Tralee.

## Lage
Die Bucht ist rund 25 Kilometer lang (Nord-Süd-Richtung) und zwischen 10 und 20 Kilometer breit (West-Ost-Richtung). Die Tralee-Bucht lässt sich unterteilen in die eigentliche, innere Bucht von der Flussmündung des River Lee westwärts bis zur Magharee-Landzunge und den größeren und breiteren Hauptteil der Bucht, der nach Nordwesten zum Atlantik öffnet. Hauptzufluss in die Bucht ist der River Lee, der zwischen Tralee und Blennerville mündet und stark von den Gezeiten beeinflusst wird. Bei Flut fließt er kilometerweit „rückwärts“, bei Ebbe fällt er auf weite Strecken völlig trocken. Die Abgrenzung zum Atlantik erfolgt entlang der Linie von Kap Kerry Head im Nordwesten, das die Bucht vom Ästuar der Shannon-Mündung trennt bis zu den Seven Hogs und der Magharee-Landzunge, die mit der Dingle-Halbinsel verbunden ist. Die Nordostecke der Tralee-Bucht wird auch Ballyheigue Bay (Bá Bhaile Uí Thaidhg) genannt.

### Inseln und Halbinseln in der Tralee-Bucht
- Annagh Island (An tEanach) an der Mündung des Flusses Lee, unbewohnt
- Samphire Island (An tOileán Mór) mit kleiner Marina und Little Samphire Island (An tOileán Beag) mit Leuchtturm vor der Küste von Fenit, beide unbewohnt
- Magharee Islands (Oileáin an Mhachaire) bzw. The Seven Hogs, acht kleine Inseln nördlich der Magharee-Landzunge, früher teilweise von Schafhirten bewohnt, heute mit einigen Cottages bebaut, die an Touristen vermietet werden
- Illaunnabarnagh (Oileán na mBairneach) und Mucklaghmore (An Mhuclach Mhór), Felseninseln in der Mitte der Bucht, unbewohnt
- Fenit Island (An Fhianait), durch eine lange sandige Nehrung zur Hauptinsel inzwischen zur Halbinsel geworden, bewohnt
- Derrymore Island (Oileán Doire Mhóir), inzwischen ebenfalls eine Halbinsel im Süden der Tralee-Bucht und heute ein Naturreservat

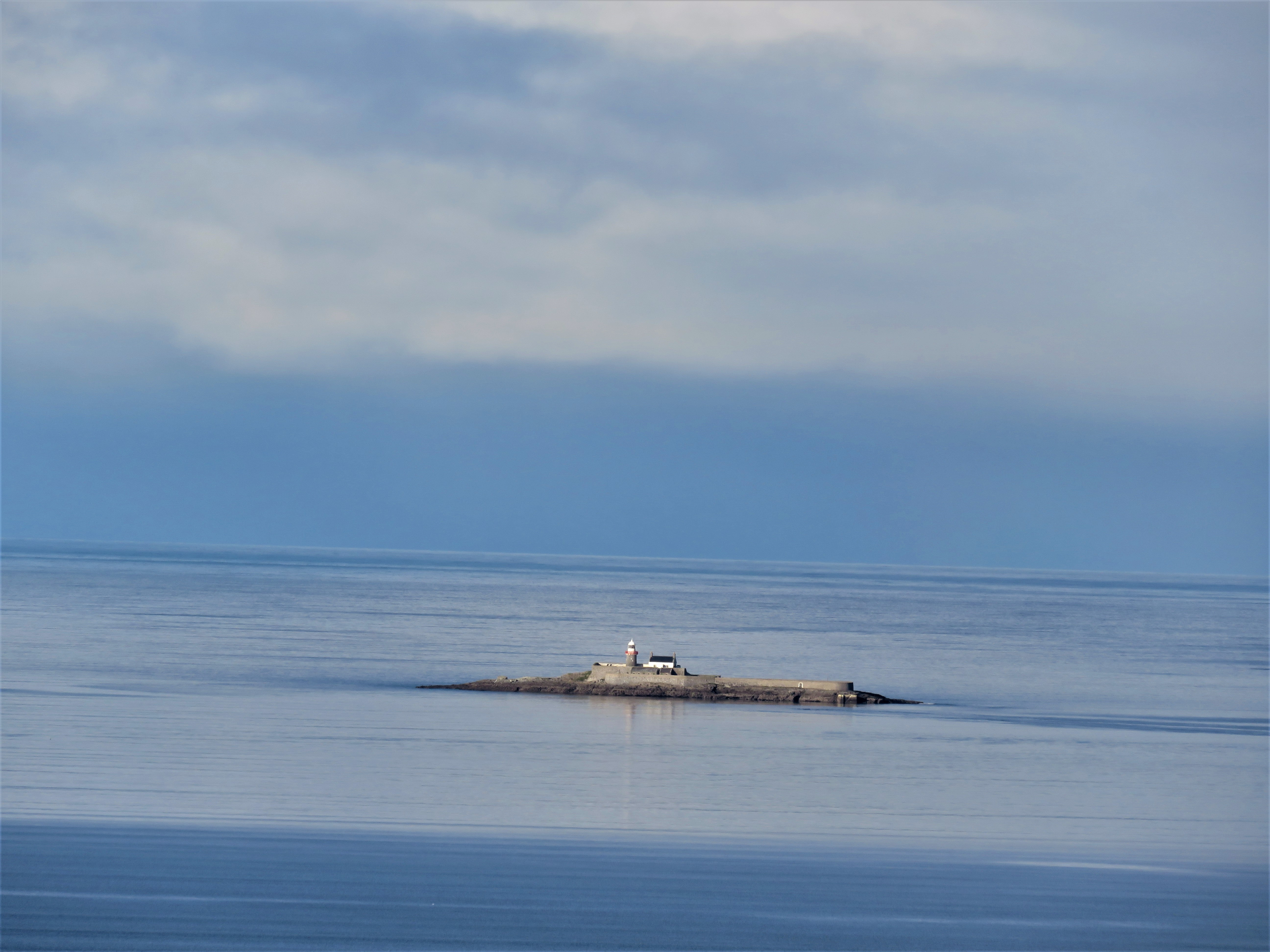
Leuchtturm auf Little Samphire Island
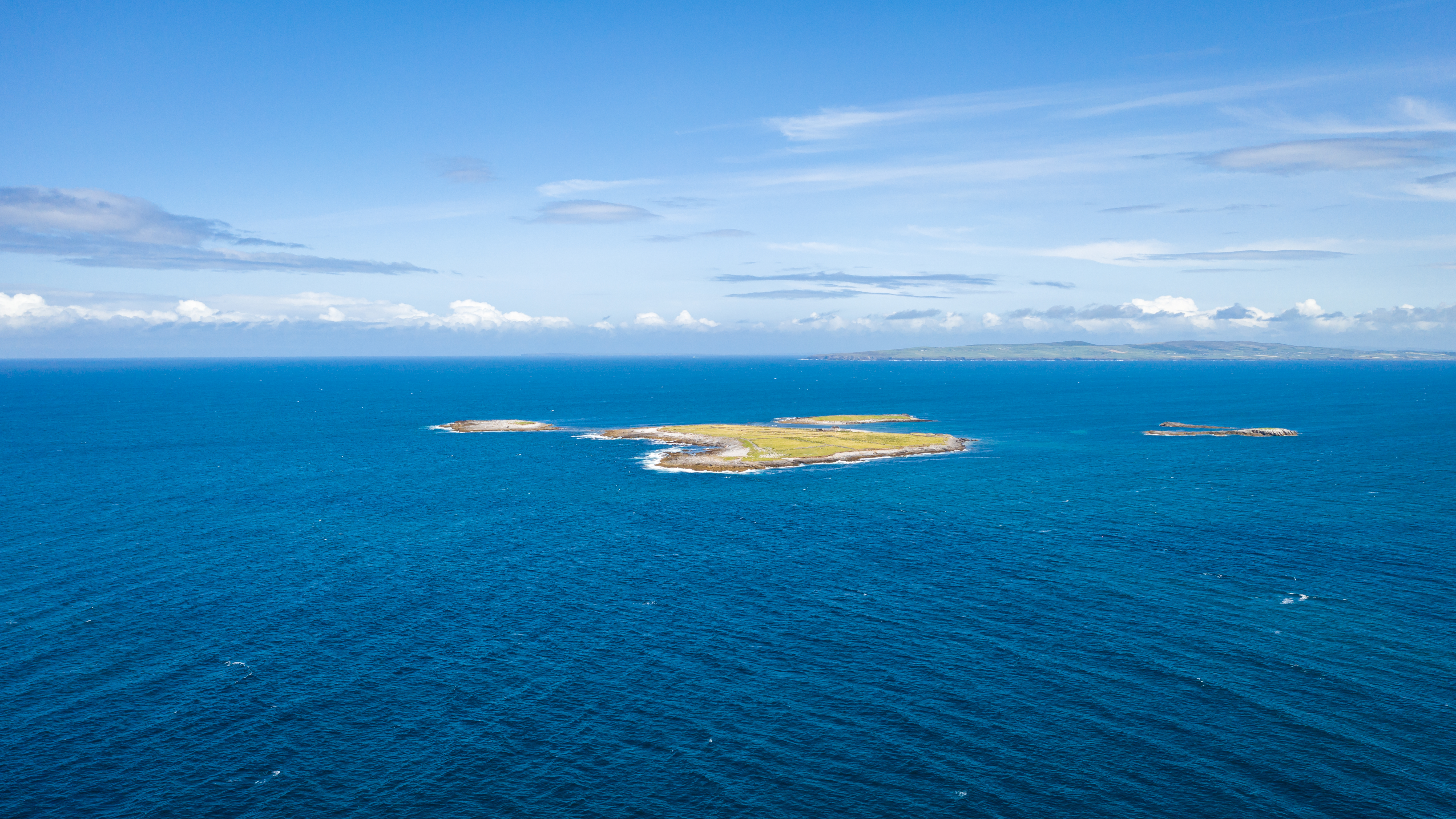
Magharee Islands
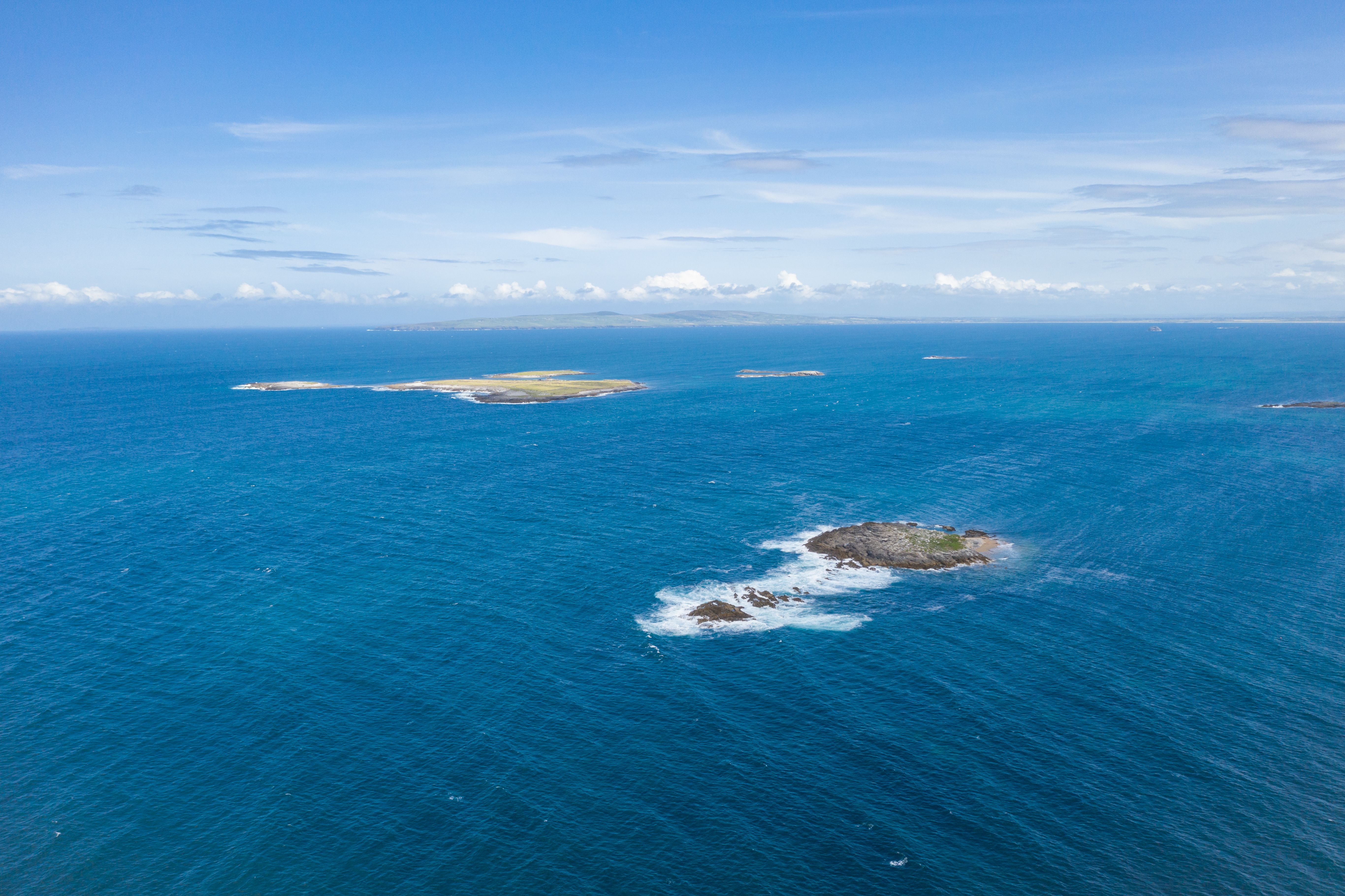
Inseln der Seven Hogs
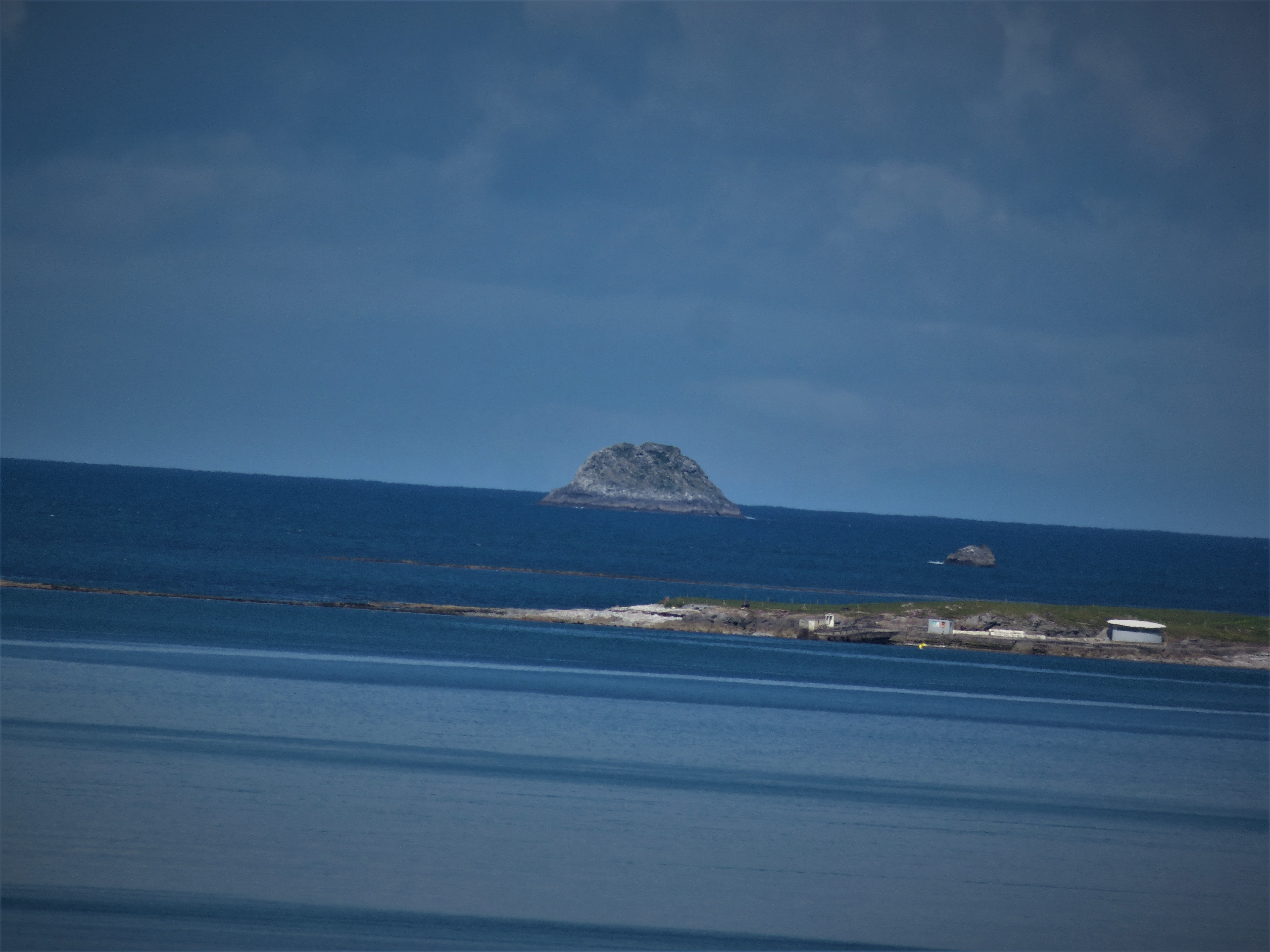
Blick zur Felsinsel Mucklagmore
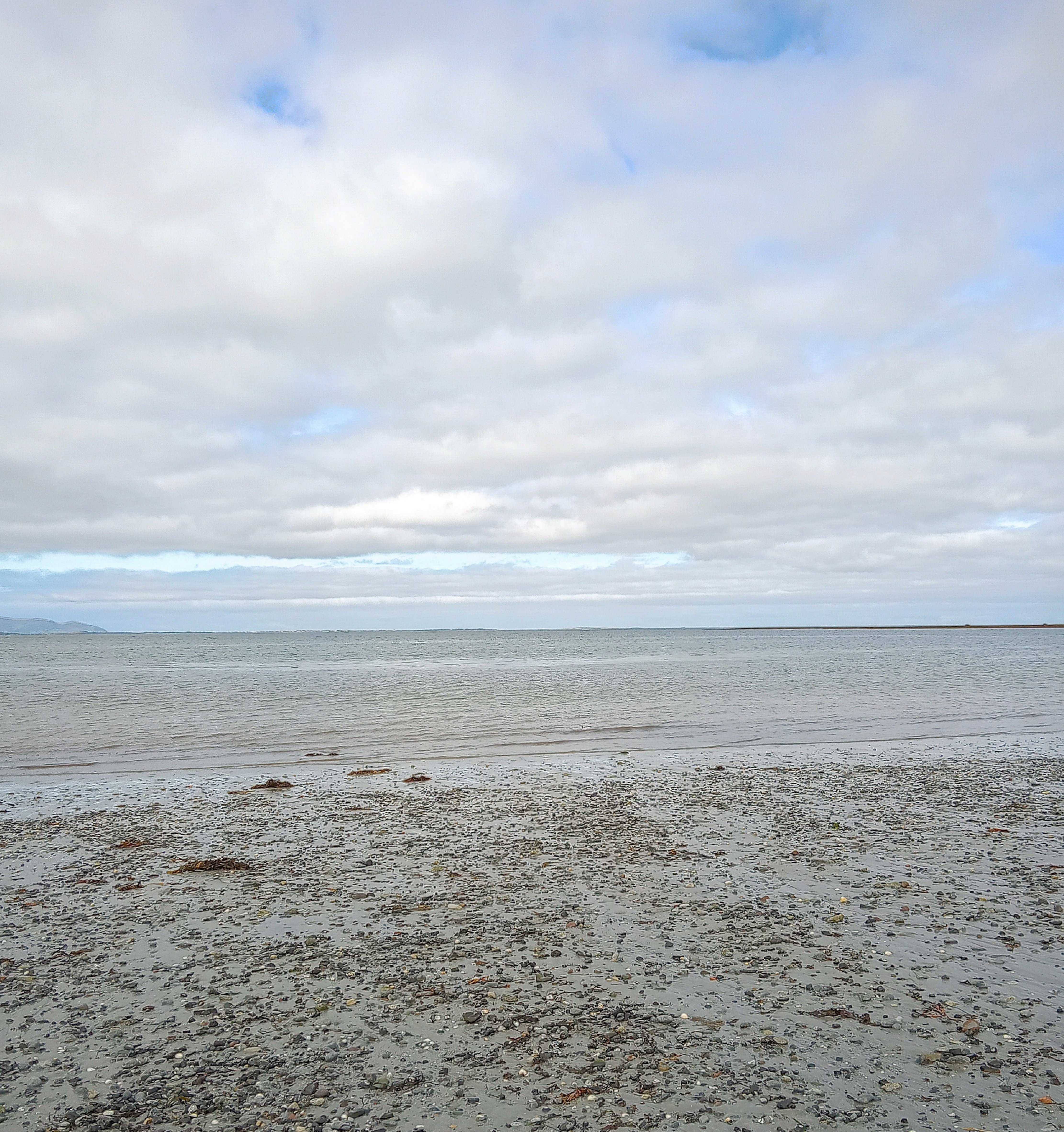
Fenit Island Beach

### Strände
Im Gegensatz zu den südlicher gelegenen großen Buchten zwischen den Halbinseln Dingle, Iveragh und Beara hat die Tralee-Bucht viele flache Sandstrände aufzuweisen, die im Sommer von zahlreichen Badegästen bevölkert sind, aber auch trotz flächendeckender Verbote von tausenden Hundebesitzern geschätzt werden. An folgenden Stränden besteht in der Hochsaison Aufsicht durch Rettungsschwimmer und teilweise gastronomische Betreuung (im Uhrzeigersinn, von Norden beginnend):
- Ballyheigue Beach (Trá Bhaile Uí Thadhg)
- Banna Beach (Trá na Beannaí)
- Fenit Beach (Trá na Fianaite)
- Derrymore Beach (Trá Dhoire Mhóir)
- Camp Beach (Tŕá an Choma)
- Castlegregory Beach (Trá an Chaisle)
- Scraggane Beach (Trá an Scragáin)

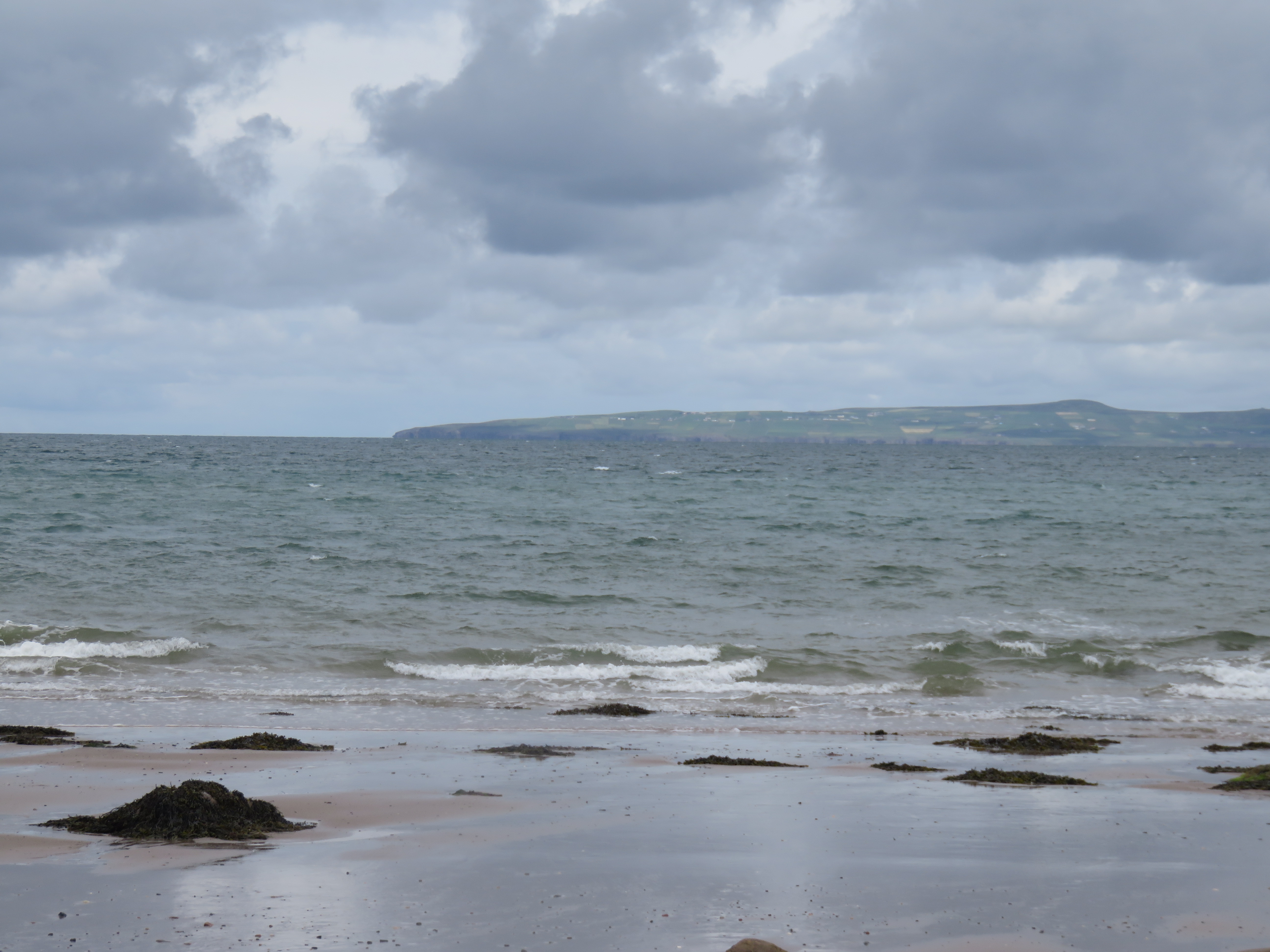
Blick zum Kap Kerry Head als nördlichstem Punkt der Tralee-Bucht
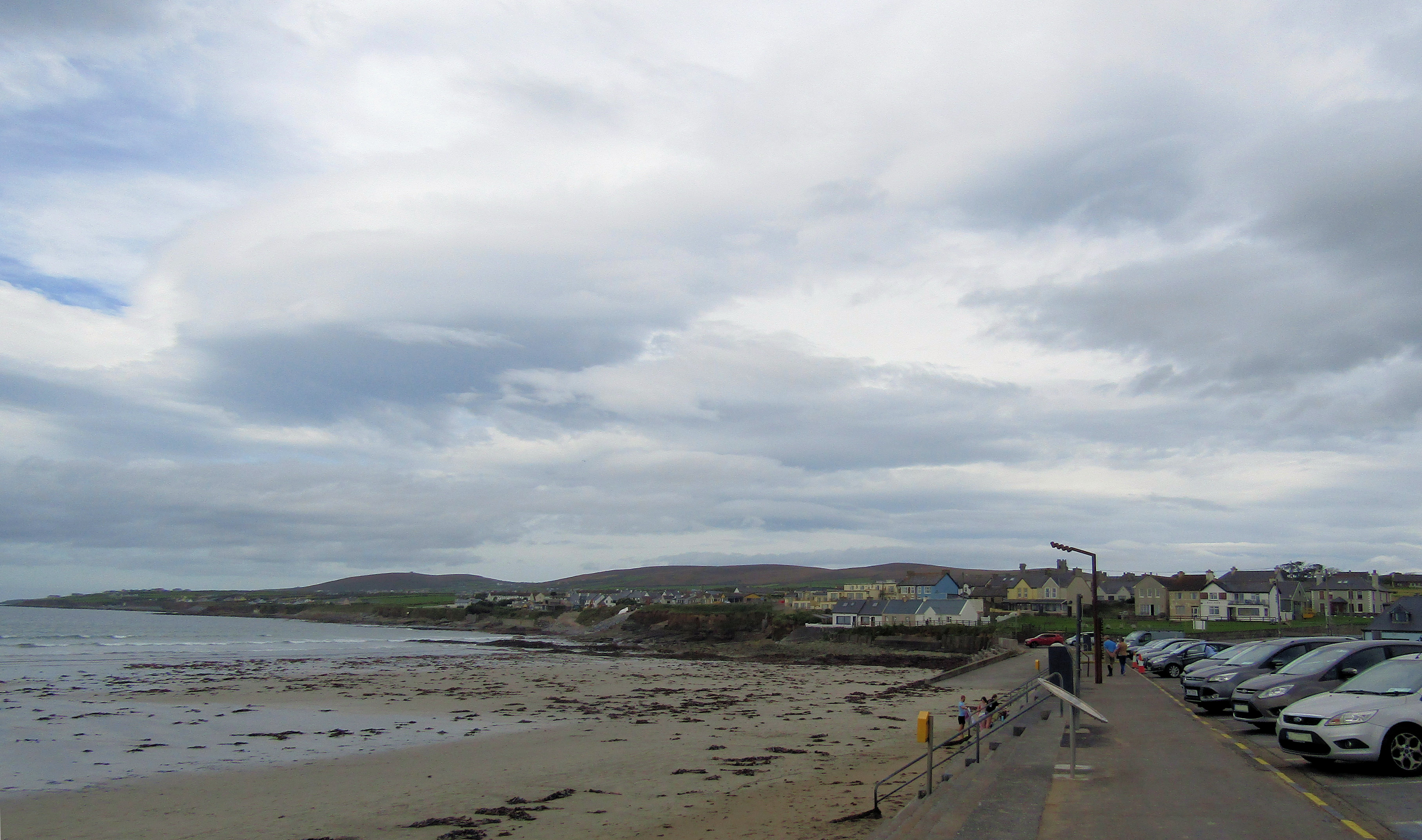
Ballyheigue Beach
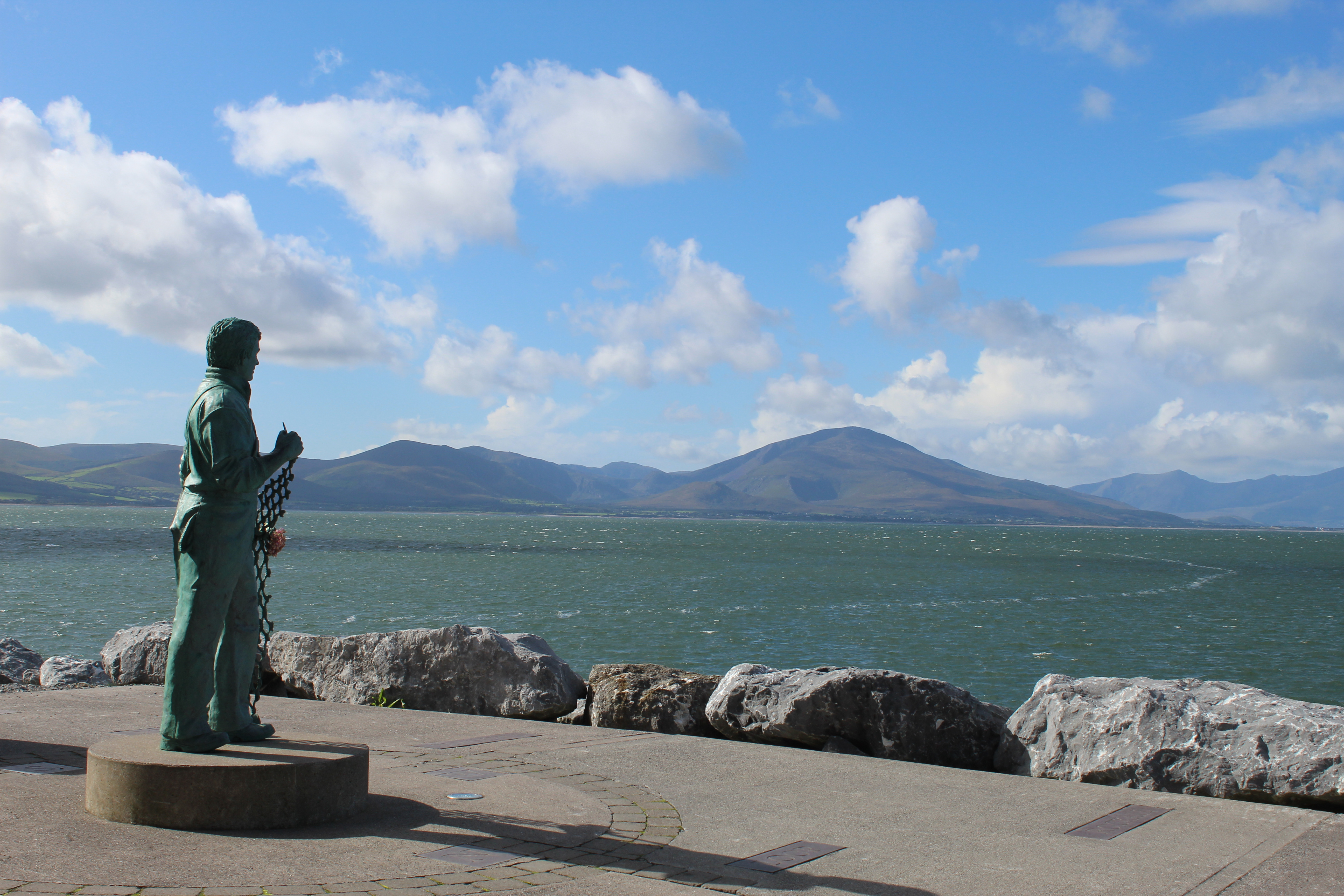
Denkmal für die auf See gebliebenen Fischer in Fenit
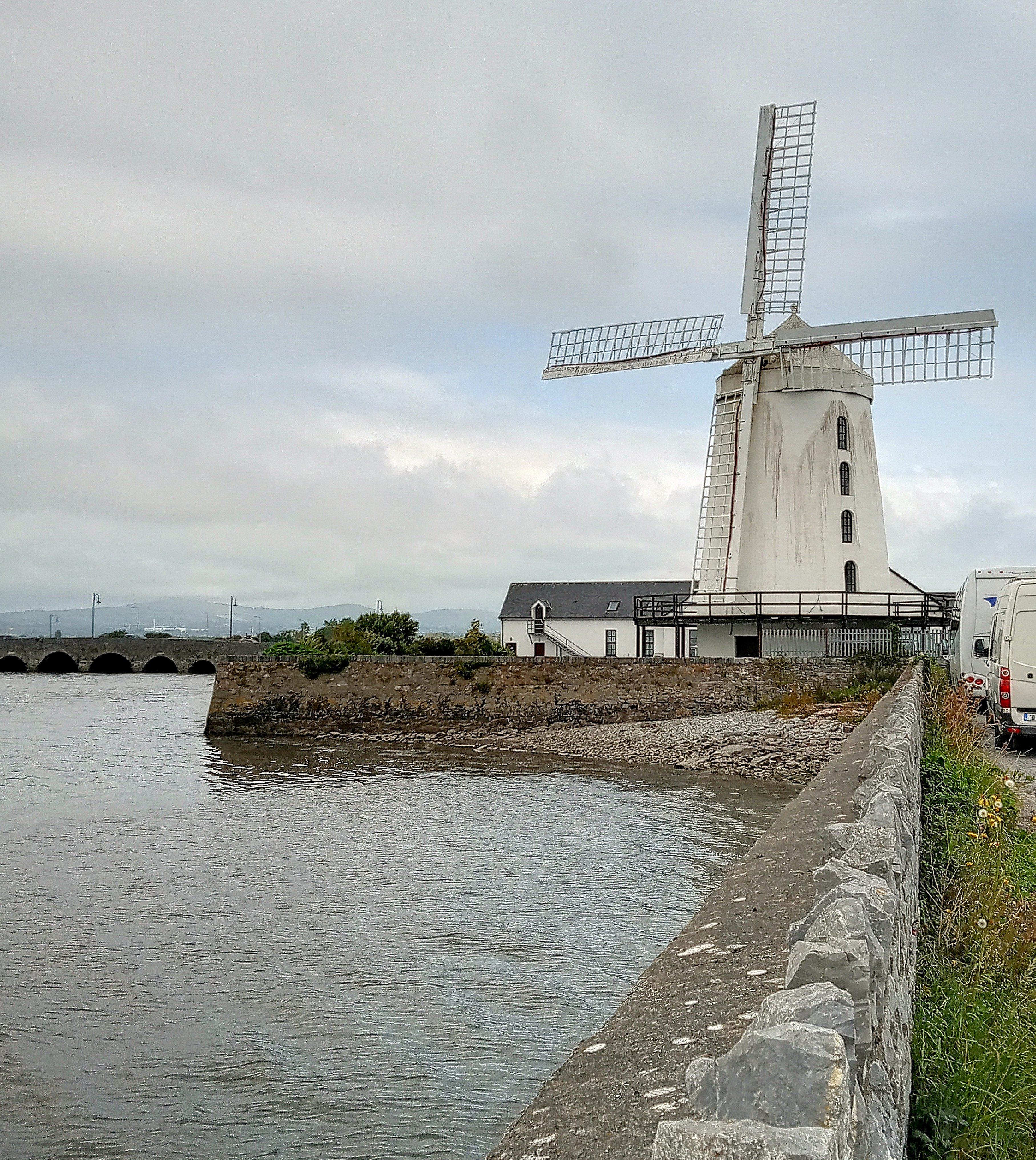
Windmühle Blennerville an der Tralee-Bucht
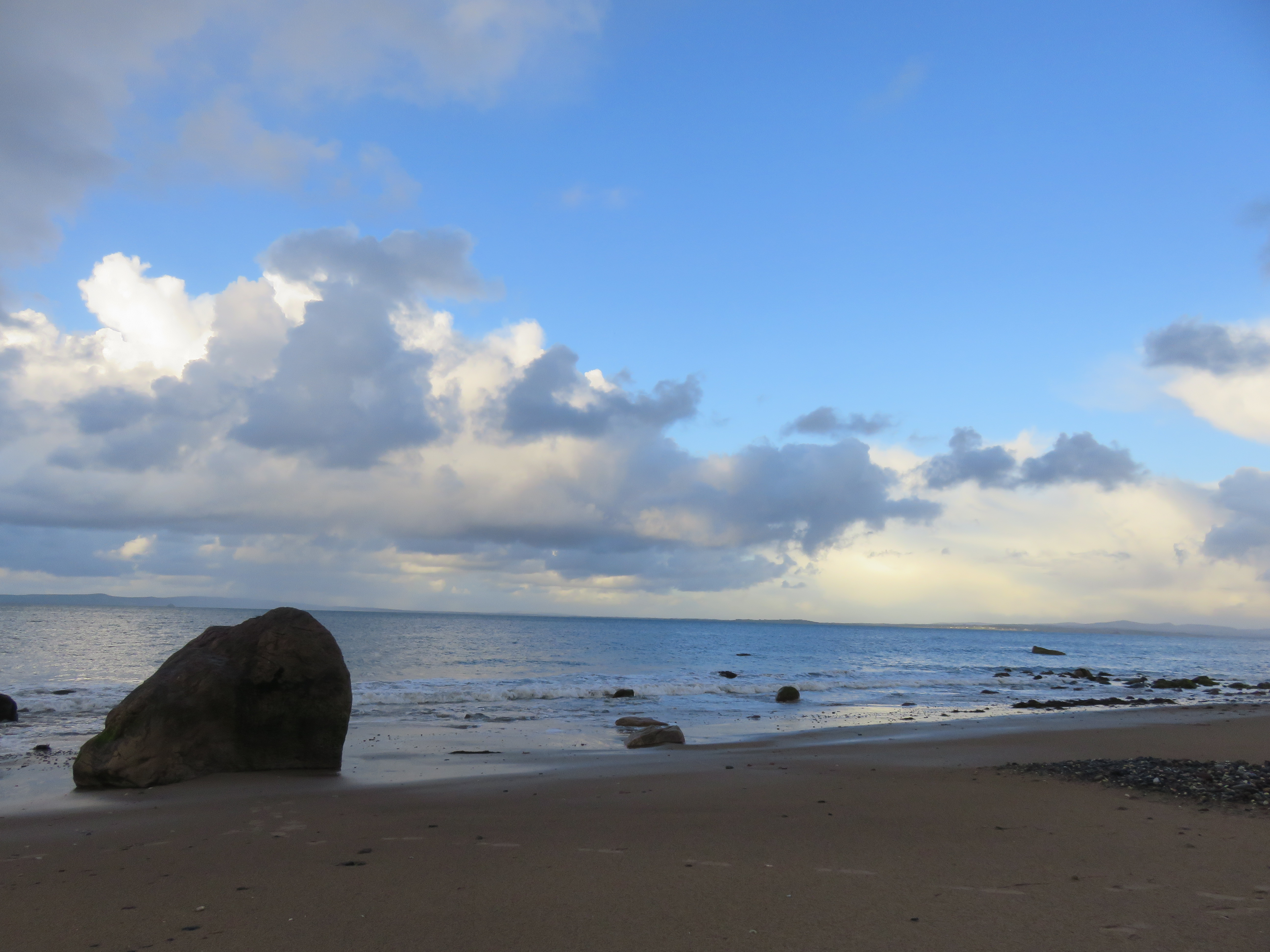
Castlegregory Beach
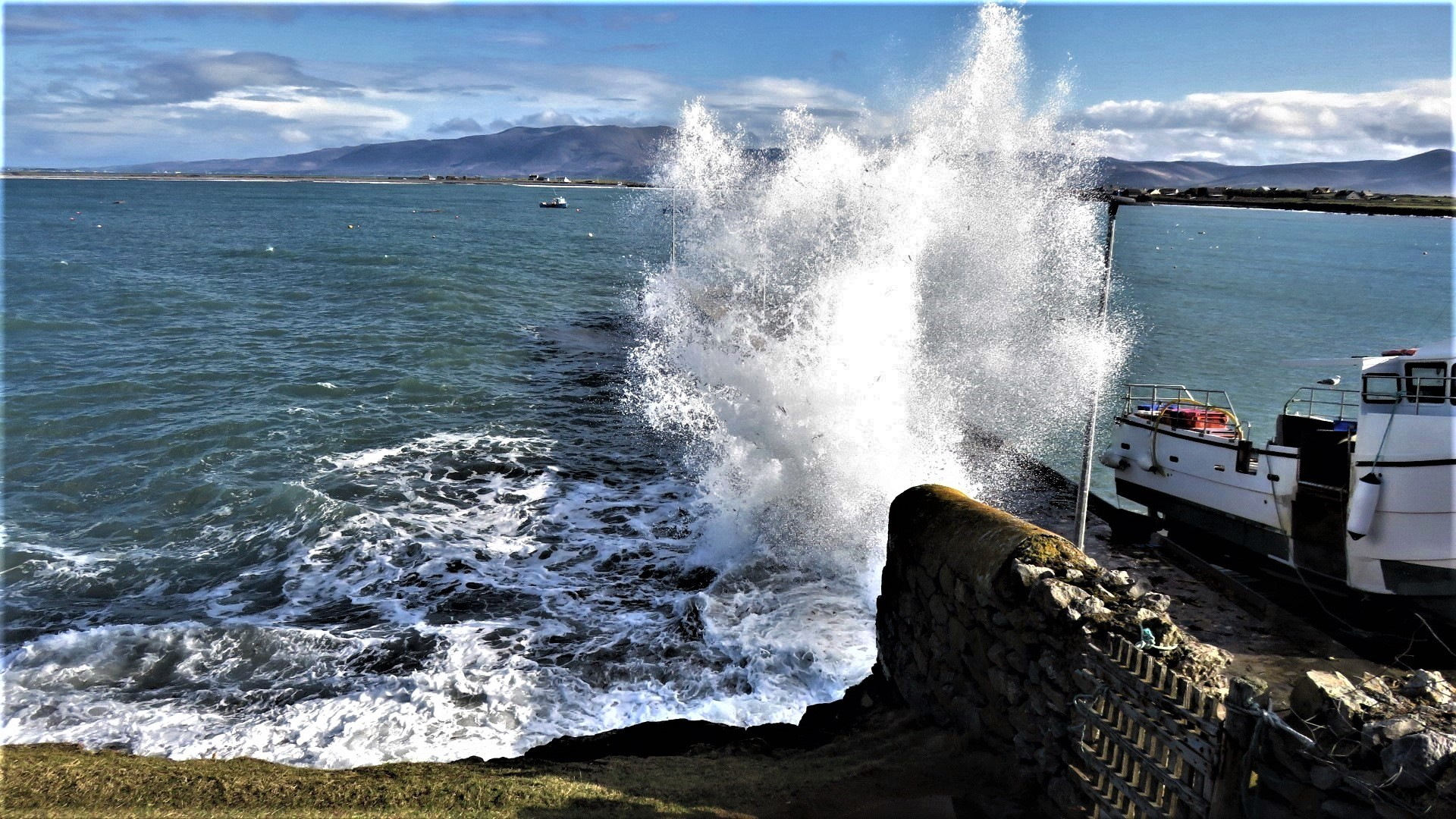
Flut bei Castlegregory
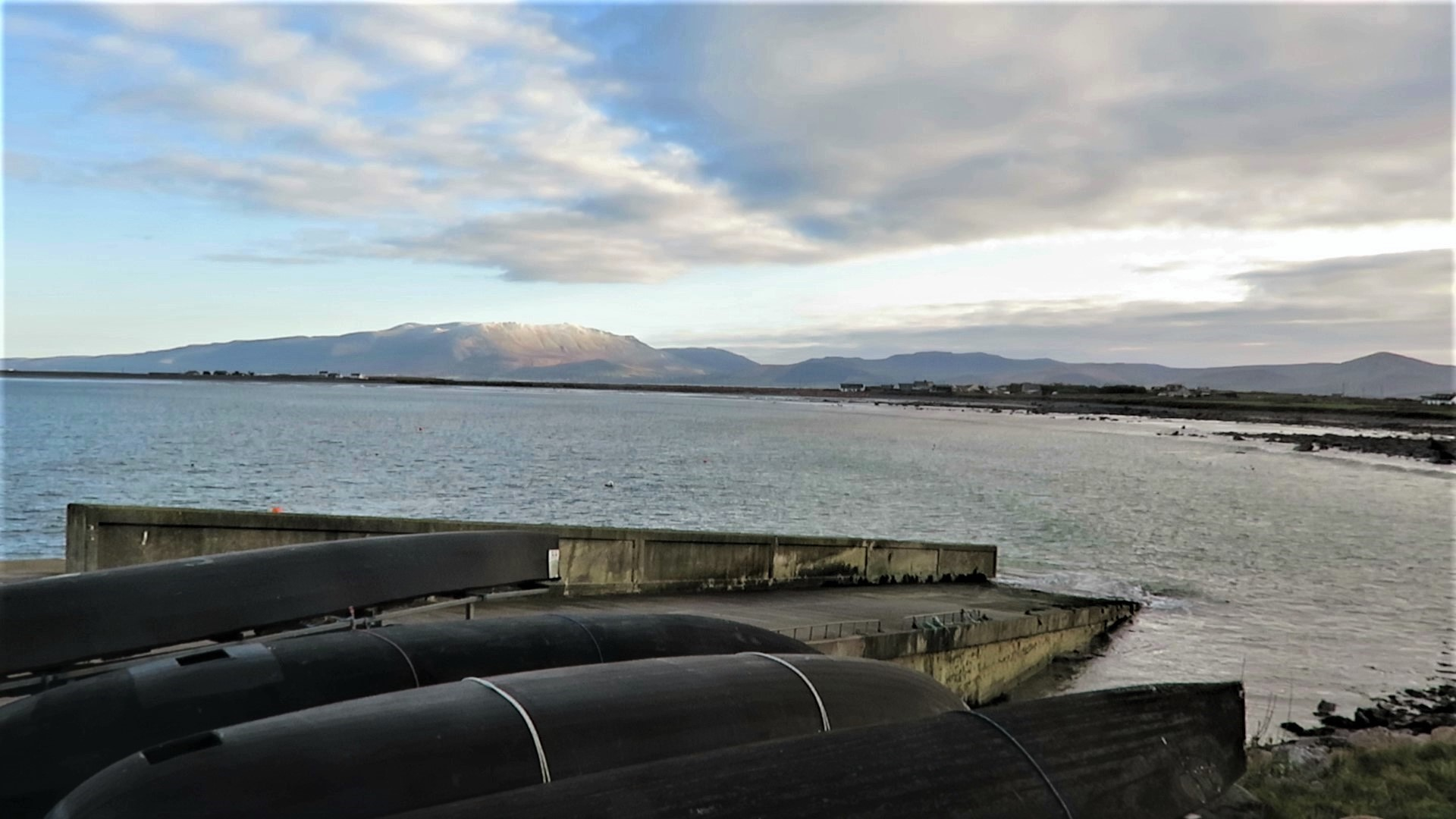
Fischerboote am Scraggane Beach
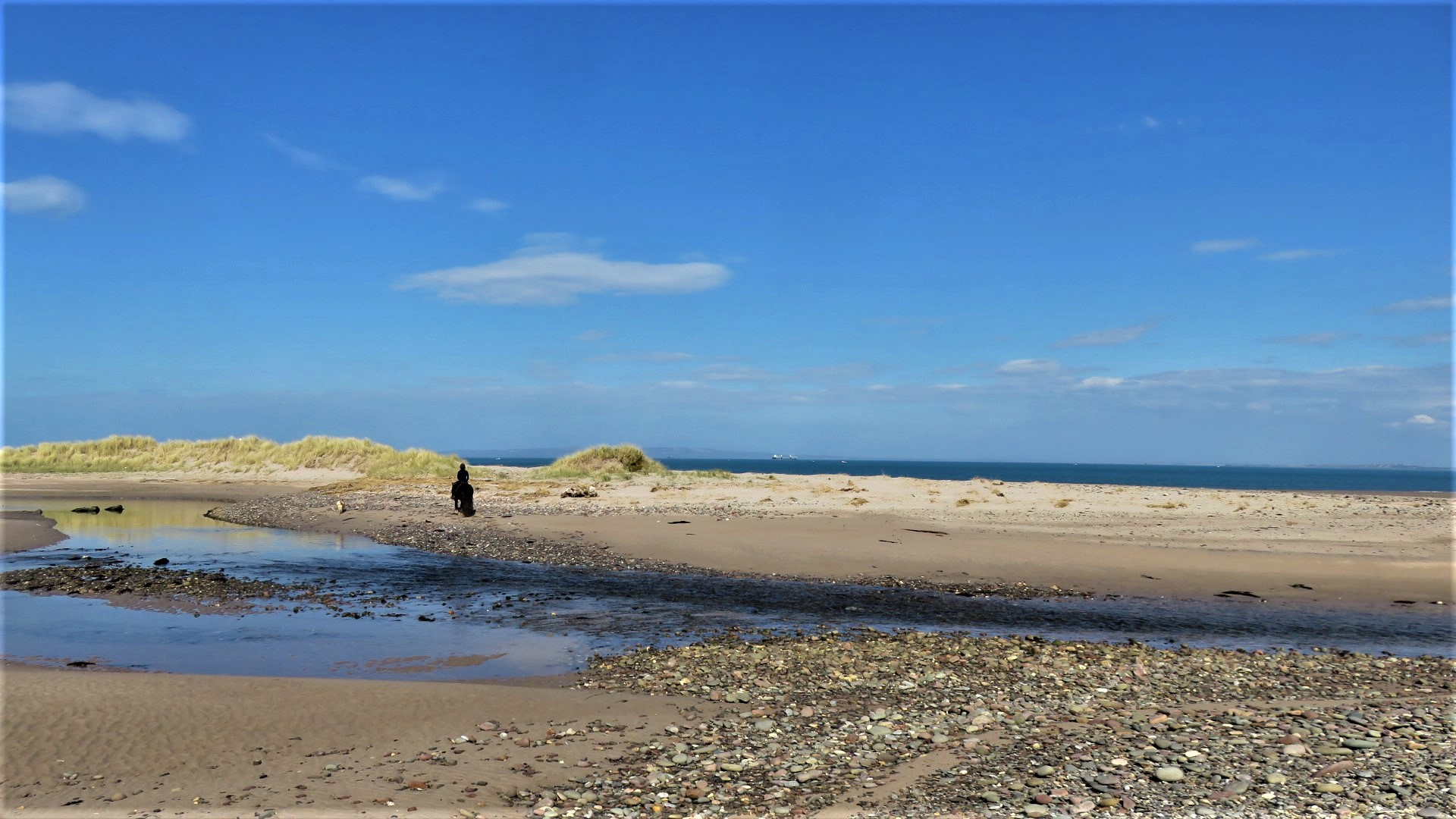
Reiter an der Tralee-Bucht

### Barrow Harbour
Eine in die Tralee-Bucht mündende kleinere Gezeitenbucht nördlich von Fenit heißt Barrow Harbour (Cuan Bhearrúin). Sie war einst der wichtigste Hafen der Region um Tralee und versorgte auch die nahegelegene Klostersiedlung Ardfert. Die schmale Hafeneinfahrt wurde durch die Burg Fenit auf Fenit Island geschützt, deren Ruinen noch erhalten sind. Der Hafen verfügte über eine Sperrkette, die erhöht werden konnte, um das Eindringen von Piraten zu verhindern. An der ehemaligen Kaimauer befindet sich heute das Gasthaus Barrow House.

### Tralee-Schiffskanal
Der Tralee-Schiffskanal (englisch Tralee Ship Canal, irisch Longchanáil Thrá Lí) ist ein zwei Meilen (3,2 Kilometer) langer Kanal, der für den Güter- und Personentransport zwischen der Tralee Bay und der Stadt Tralee gebaut wurde. Der Kanalbau war nötig, um größere Schiffe aufzunehmen, die nach Tralee fuhren, da die bestehende Schiffsanlegestelle im nahen Blennerville an der Mündung des River Lee von zunehmender Verschlammung und Versandung betroffen war. Das Unterhaus genehmigte 1829 ein Parlamentsgesetz für den Bau des Kanals, der im Jahr 1832 begann. Finanzierungsprobleme führten dazu, dass der Kanal erst 1846 fertiggestellt wurde. Zum Bau gehörten ein neues Kanalbecken in Tralee, Schleusentore und eine hölzerne Drehbrücke über den Kanal in Blennerville. Schiffe mit einem Gewicht von bis zu 300 Tonnen konnten den Kanal befahren, aber nicht lange nach der Öffnung des Kanals begann auch er zu versanden. In den 1880er Jahren wurde der Tiefwasserhafen im zehn Kilometer westlich gelegenen Fenit gebaut. Bald darauf wurde zwischen Fenit und Tralee eine Eisenbahnstrecke eröffnet, die Fracht von und zu den dort liegenden Schiffen beförderte. Aufgrund der anhaltenden Verschlammung des Kanals und der zunehmenden Nutzung von Fenit wurde der Kanal nicht mehr genutzt und 1951 geschlossen. Nach der Restaurierung der Windmühle in Blennerville Anfang der 1990er Jahre wurde geplant, den Kanal als Touristenattraktion wiederherzustellen. Im Jahr 1999 startete das Office of Public Works (OPW) ein Restaurierungsprojekt des Kanals für 650.000 Ir£. Dazu gehörten der Aushub des Beckens, der Bau einer neuen Drehbrücke in Blennerville, die Wiederherstellung der Schleusentore und das Ausbaggern des Schlicks aus dem Kanal. Anschließend wurde der Beckenbereich des Kanals mit Häusern umgestaltet, die als Teil eines geplanten Yachthafens errichtet wurden, während der ehemalige Treidelpfad entlang des Kanals modernisiert wurde. Heute nutzt der örtliche Ruderverein (Tralee Rowing Club) den Kanal und verfügt über ein Bootshaus am Hafenbecken.

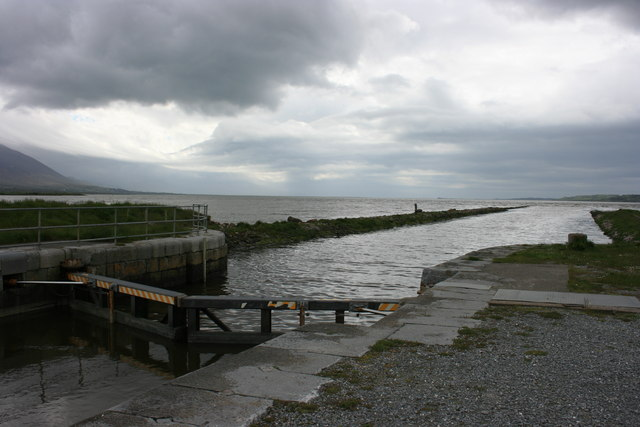
Kanalschleuse zur Tralee-Bucht
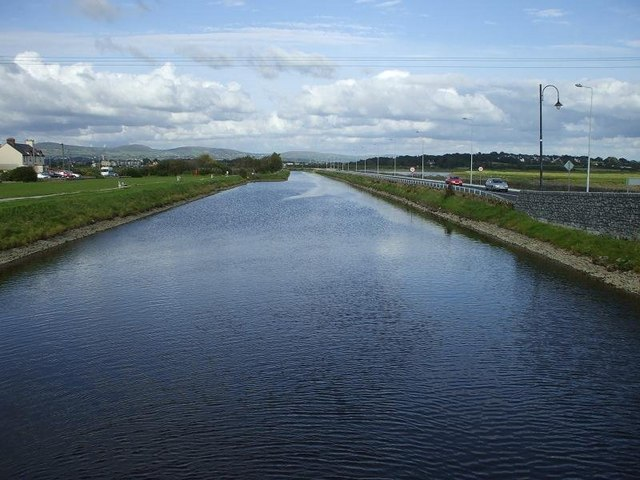
Kanal auf Höhe von Blennerville
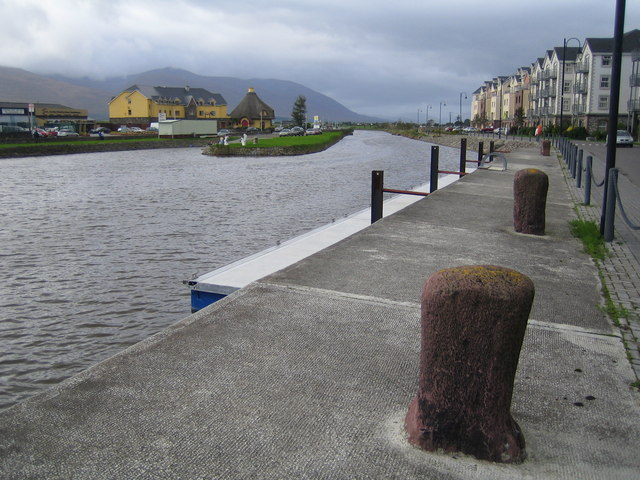
Kanalende im Hafen von Tralee
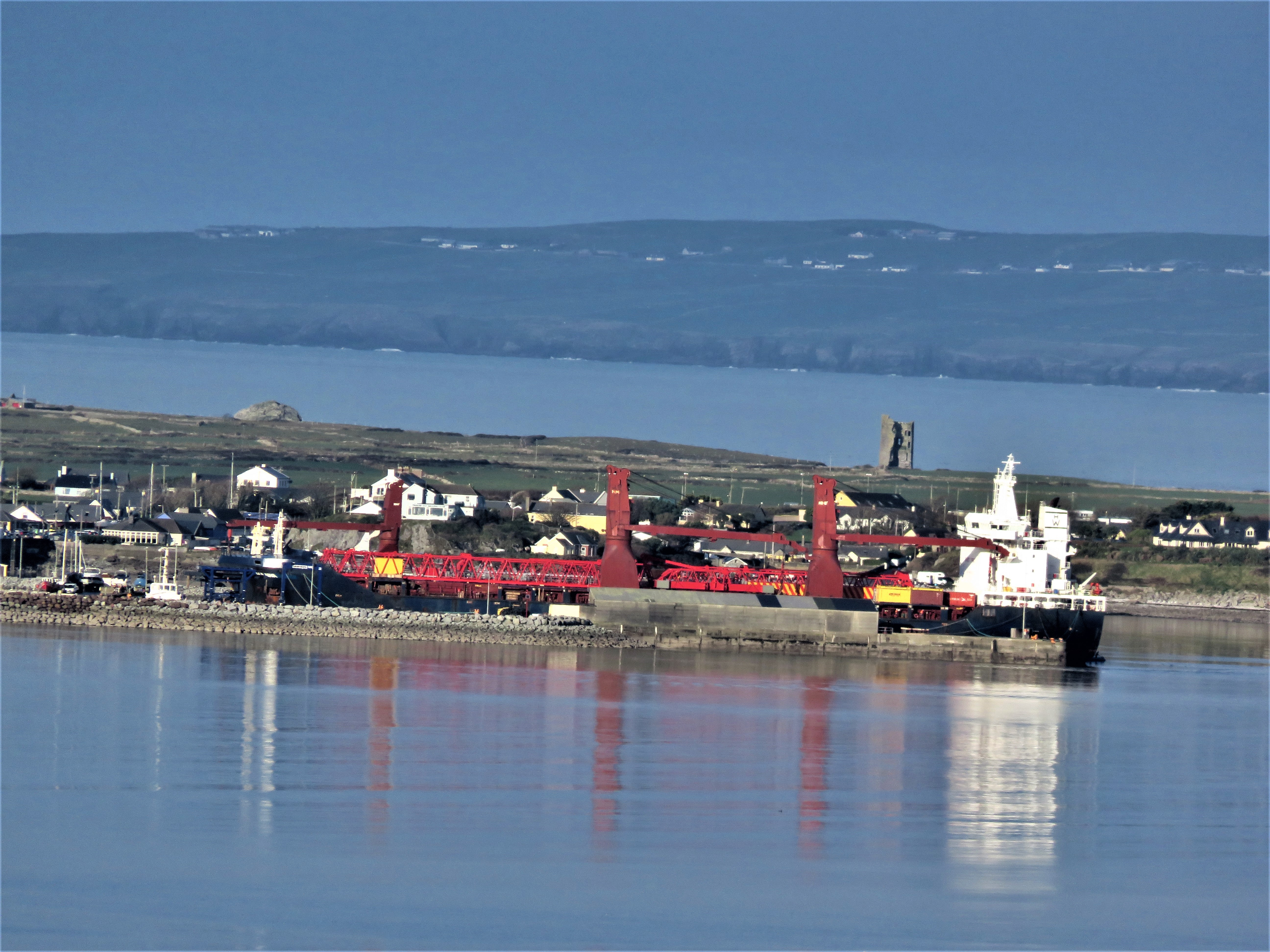
Hafen von Fenit

## Schiffsunglücke
- 13. März 1837: Das Schiff Integrity ging vor dem Kap Brendon Head auf der Fahrt von Tarbert zum Clyde verloren.
- 2. Juli 1840: Die Bark Saint Lawrence strandete vor Ballyheigue.
- 4. Mai 1841: Der Hooker Brothers, beladen mit Kartoffeln für die protestantische Kolonie auf Dingle, sank.
- 5. Dezember 1998: Der 65-Fuß-Trawler Audrey Anne sank vor Btandon Head.[3]